# Hyper Velocity Gliding Projectile
Hyper Velocity Gliding Projectile (HVGP) (en japonés: 島嶼防衛用高速滑空弾, Tōsyobōeiyō-kōsoku-kakkūdan, en español: 'Proyectil deslizante de hipervelocidad') es un vehículo planeador hipersónico japonés destinado a ser utilizado como arma hipersónica en la defensa de islas remotas.

## Diseño
El HVGP está diseñado como un misil standoff capaz de atacar a las fuerzas enemigas que invaden islas remotas de Japón desde fuera de la zona de intervención de armas enemigas. El desarrollo del HVGP se basa en un enfoque incremental, con el Bloque 1 desarrollado como una versión inicial basada en la tecnología existente, seguido del desarrollo de un Bloque 2 de mayor rendimiento. Ambos están diseñados para ser lanzados utilizando un cohete propulsor de combustible sólido, del que se separa el proyectil a gran altitud para luego planear a velocidades hipersónicas hasta el impacto. En el Bloque 2, el rendimiento del planeo se mejorará aún más mediante la introducción de la tecnología waverider.
El guiado de los proyectiles se realizaría principalmente mediante navegación por satélite, con un sistema de navegación inercial como apoyo. También se utilizarían imágenes de radiofrecuencia y localización por infrarrojos para el guiado cuando se ataquen objetivos en movimiento. Para atacar a los buques se utilizan municiones especiales perforantes, capaces de penetrar la cubierta de los portaaviones, y para atacar objetivos terrestres se emplean proyectiles de alta densidad formados explosivamente (EFP), capaces de suprimir áreas.
El alcance del Bloque 1 se estimó en unos 300-500 km (160-270 millas náuticas), pero para proporcionar una capacidad de contraataque, el alcance del Bloque 2 se aumentó a 3.000 km.

## Desarrollo
El plan es completar el desarrollo del Bloque 1 para el año fiscal 2025 y comenzar su despliegue en el año fiscal 2026, y comenzar el despliegue del Bloque 2 en la década de 2030, desplegando dos batallones en la Fuerza Terrestre de Autodefensa de Japón. Se está considerando el despliegue de estas baterías en Hokkaido y Kyushu.
Según se informa, se está estudiando el desarrollo de una versión lanzada desde un submarino.